# Leiopleura carbonata
Leiopleura carbonata är en skalbaggsart som först beskrevs av Leconte 1860.  Leiopleura carbonata ingår i släktet Leiopleura och familjen praktbaggar. Inga underarter finns listade i Catalogue of Life.